# Bounce Back (canção de Little Mix)
"Bounce Back" é uma canção do girl group britânico Little Mix, para o seu sexto álbum de estúdio, lançada no dia 14 de junho de 2019. O single foi anunciado no dia 26 de maio via Twitter. Promovendo a canção com uma prévia da letra intitulado Steady...Are You Ready?, foi a primeira canção do grupo por outra gravadora, a RCA UK.

## Antecedentes
Little Mix postou um trecho de 15 segundos em suas conta de mídia social em 26 de maio de 2019, e mostrou parte da prévia da música no Big Weekend da BBC Radio 1 no mesmo dia. Em 28 de maio de 2019, o grupo compartilhou uma série de fotos através do Spotify que formaram a capa do single, que mais tarde revelaram na íntegra depois de compartilhar a data de lançamento da música em uma transmissão ao vivo do Instagram.

## Vídeo musical
O vídeo abre com uma jovem mulher brincando com sua casa de bonecas enquanto o grupo está dentro dela, posando no estilo do Mannequin Challenge para um tom de caixa musical. Enquanto todos cantam a introdução, a câmera vai para a casa de bonecas enquanto corta de acordo com a batida, entre o grupo e os modelos. A câmera então corta para uma cena em que o grupo é retratado em cabeceiras de peruca enquanto canta e usa perucas coloridas. O grupo é então visto usando roupas de chita, enquanto cada um canta seus versos. Enquanto a ponte da música acontece, a câmera corta para uma rua do lado de fora de uma casa que é projetada com cachoeiras enquanto o grupo está usando denim enquanto canta e dança.

## Créditos e produção
Créditos adaptados do Tidal.
- Little Mix – vocais
- Stargate – compositores, produção, produtores musicais
- Normani Kordei Hamilton – compositora
- Tim Blacksmith – produção, produção executiva
- Swiff D - produção
- Danny D – produção executiva
- Kevin "KD" Davis – mixagem, studio personnel
- Beresford Romeo - compositor
- Jocelyn Donald - vocal de apoio, composição
- Steve M. Thornton II - compositor
- Jude Demorest - compositora

## Charts
| Chart (2019)                             | Melhor posição |
| ---------------------------------------- | -------------- |
| Australia (ARIA)                         | 86             |
| China Airplay/FL (Billboard)             | 8              |
| Escócia (Scottish Singles Chart)         | 2              |
| Estados Unidos Digital Songs (Billboard) | 44             |
| Euro Digital Songs (Billboard)           | 4              |
| França Downloads (SNEP)                  | 54             |
| Grécia (IFPI)                            | 45             |
| Irlanda (IRMA)                           | 20             |
| Lituânia (AGATA)                         | 86             |
| México Ingles Airplay (Billboard)        | 34             |
| Nova Zelândia Hot Singles (RMNZ)         | 13             |
| Países Baixos (Single Tip)               | 10             |
| Países Baixos (Dutch Top 40 Tipparade)   | 18             |
| Portugal (Digital Songs Billboard)       | 7              |
| Reino Unido (UK Singles Chart)           | 10             |
| Roménia (Airplay 100)                    | 72             |

## Certificação
| País (Empresa)    | Certificação | Vendas  |
| ----------------- | ------------ | ------- |
| Brasil (PMB)      | Ouro         | 20,000  |
| Reino Unido (BPI) | Prata        | 200,000 |